# Gran Turismo (film)
A Gran Turismo 2023-ban bemutatott amerikai életrajzi sport-filmdráma, melyet Neill Blomkamp rendezett, az azonos című videójáték-sorozata, valamint Jann Mardenborough igaz története alapján. A főbb szerepekben Archie Madekwe, David Harbour, Orlando Bloom, Darren Barnet, Geri Halliwell Horner és Djimon Hounsou látható.
Egy, a Gran Turismo videójátékok alapján készült film elkészítését 2013 júliusában jelentették be, Michael De Luca és Dana Brunetti produceri közreműködésével, valamint Alex Tse forgatókönyvével. Eredetileg Joseph Kosinski rendezte volna a filmet 2015 júniusában, Jon és Erich Hoeber új forgatókönyve alapján. A Kosinski-verzió azonban 2018 februárjáig nem haladt előre. 
2022 májusában bejelentették, hogy a film ismét előkészítés alatt áll, júniusban Blomkamp lett a rendezője. A főszereplőket 2022 szeptemberében jelentették be, míg a többi szereplő novemberben írta alá szerződését. A forgatás ugyanebben a hónapban kezdődött Magyarországon és decemberben fejeződött be. Stephen Barton szerezte volna a kísérőzenét, végül Lorne Balfe és Andrew Kawczynski lett a film zeneszerzője.
A világpremiernek a belga Circuit de Spa-Francorchamps adott otthont 2023. július 30-án. Amerikában 2023. augusztus 11-én, Magyarországon 2023. augusztus 10-én mutatták be a mozikban.

## Cselekmény
A Nissan motorsport részlege Danny Moore marketingvezető javaslatára létrehozza a GT Academy-t, hogy a Gran Turismo versenyszimulátor képzett játékosokat toborozzon, és igazi versenyzővé tegye őket. Danny felveszi a korábbi versenyzőből lett szerelőt, Jack Saltert, hogy képezze ki a játékosokat. Jack eleinte hezitál, de elfogadja, miután megunta a csapat versenyzőjének, Nicholas Capának az arroganciáját. Eközben Jann Mardenborough, Cardiffból származó tizenéves ruházati bolt alkalmazottja és lelkes játékosa a szimulátornak, az egykori focista apja, Steve Mardenborough rosszallása ellenére autóversenyző akar lenni.
Egy nap Jann megtudja, hogy egy bizonyos pályán elért időrekordja után részt vehet egy kvalifikációs versenyen, hogy csatlakozhasson a GT Akadémiához. A verseny előtti estén Jannt a bátyja, Coby meghívja egy partira, és a testvérek elviszik apjuk autóját. Jann flörtöl egy Audrey nevű fiatal nővel, akibe belezúg. Az összejövetelt feloszlatják, miután megérkezik a rendőrség, és Jann üldözést kezdeményez, miután elhajt, amikor barátaikat megállítják. A testvérek elmenekülnek, de apjuk rajtakapja őket, amint visszatérnek. Jann-t másnap reggel apja munkahelyére viszik, hogy megpróbálják megtanítani az életre, de korán távozik, hogy részt vehessen a kvalifikációs versenyen, amelyet meg is nyer, és így helyet szerez a GT Akadémián.
Az akadémiai táborban Jack különböző teszteken teszi próbára a versenyzőket, amelyeken keresztül tíz versenyzőt ötre szűkítenek. Az egyik során Jann balesetet szenved Jackkel az autóban, és azt állítja, hogy a fékek beüvegesedtek, amit később az elemzők Jack legnagyobb meglepetésére be is igazolnak. A megmaradt öt versenyző egy végső versenyen indul, hogy eldöntsék, ki képviselje a Nissant. A versenyt Jann nyeri meg szűken az amerikai versenyző Matty Davis ellen, de Danny ragaszkodik hozzá, hogy Matty-t kell választani a képviselőnek a jobb kereskedelmi életképessége miatt. Jack ragaszkodása miatt azonban Jann-t választják.
Jannek azt mondják, hogy ha egy kvalifikációs versenysorozat bármelyikén legalább a negyedik helyen végez, akkor profi licencet és szerződést kap a Nissannal. Első profi versenyén, Ausztriában az utolsó helyen végez, miután Nicholas megpördül, és annak ellenére, hogy a következő néhány versenyen fokozatosan javul, nem fejezi be az utolsó előtti versenyt Spanyolországban. Dubaiba utazik az utolsó kvalifikációs futamra, amelynek során Nicholas túl gyorsan veszi be az egyik kanyart és kiesik. Annak ellenére, hogy a törmelék összetöri a szélvédőt, Jann a negyedik helyen végez, és megszerzi a licencet. Ezután Dannyvel és Jackkel Tokióba utazik, hogy aláírja a szerződését, és az aláírási bónuszából Audrey-t Tokióba repíti. Ez idő alatt kapcsolatot kezdeményeznek.
Jann első versenye a szerződtetése után a Nürburgring Nordschleifén lesz. Jól kezdi a versenyt, és megtartja magas pozícióját, amíg a Flugplatz kanyarban az autója eleje a levegőbe nem emelkedik, egy korlátnak ütközik, és a zsúfolt nézőtérre zuhan. Jannt a Nürburgring Medical Centerbe szállítják, és a kórházban értesül arról, hogy a balesetben egy néző is meghalt, nagy megdöbbenésére. Mivel Jack vonakodik visszatérni a versenyzéshez, és magát okolja a néző haláláért, Jack visszaviszi őt a Nürburgringre, ahol elárulja, hogy a Le Mans-i 24 órás autóversenyen halálos balesetet szenvedett, ami miatt egy versenyzőtársa meghalt, és visszavonult a versenyzéstől. A vizsgálat tisztázza Jannt minden vétkesség alól, de a szakmai hangulat kezd a szimulátoros versenyzők ellen fordulni. Válaszul Danny úgy dönt, hogy egy szimulátoros csapatnak indulnia kell Le Mans-ban, és a dobogón kell végeznie, hogy bizonyítsa életképességét.
Danny Mattyt és a GT Academy másik résztvevőjét, Antonio Cruzt hívja be a háromfős csapatba Jann mellé. A verseny napján Jann apja bocsánatot kér, amiért kezdetben nem támogatta szenvedélyét. A verseny elején Jann megrázkódik, miután egy másik versenyző autója balesetet szenved és kigyullad, de az első váltáson Jack az autó kommunikációs rendszerén keresztül lejátszott "Songbird" és "Orinoco Flow" című dalokkal bátorítja, amelyeket Jann korábban motivációs zeneként használt az edzések során. Matty és Antonio gond nélkül teljesítik első műszakjukat, de utóbbit görcsök miatt korábban hozzák be. A boxutcában egy kerékanya meglazul, aminek következtében Jann több pozíciót veszít. Letér a Gran Turismo játékból megtanult, tanácsos versenyzési vonalvezetéstől, hogy visszaszerezze pozícióit, és közben megdönti a verseny körrekordját. Az utolsó körben Jann Nicholas ellen indul, és a célegyenesben ismét Jann vezet, aki így a harmadik helyet és a Nissan dobogós helyezését szerzi meg.

## Szereplők
| Szerep               | Színész               | Magyar hang     | Leírás |
| -------------------- | --------------------- | --------------- | --- |
| Jann Mardenborough   | Archie Madekwe        | Kenéz Ágoston   | Fiatal kiskereskedelmi alkalmazott és a Gran Turismo videojátékok rajongója, aki profi versenyző szeretne lenni. |
| Jack Salter          | David Harbour         | Király Attila   | Egykori profi autóversenyzőből lett szerelő, aki Jann edzője lesz a GT Akadémián.                                |
| Danny Moore          | Orlando Bloom         | Miller Zoltán   | Marketingvezető a Nissannál                                                                                      |
| Matty Davis          | Darren Barnet         | Miller Dávid    | A GT Academy legjobb versenyzője és Jann riválisa, később Jann másodpilótája Le Mans-ban..                       |
| Lesley Mardenborough | Geri Halliwell        | Szőlőskei Tímea | Jann anyja. |
| Steve Mardenborough  | Djimon Hounsou        | Bognár Tamás    | Egykori focista, akiből bányász lett, és Jann apja.                                                              |
| Jamaucsi Kazunori    | Takehiro Hira         | Szatmári Attila | A Gran Turismo alkotója.                                                                                         |
| Nicholas Capa        | Josha Stradowski      | L. Nagy Attila  | Forrófejű és alattomos sofőr, aki Jannal vetekszik.                                                              |
| Coby Mardenborough   | Daniel Puig           | Simon Zoltán    | Jann testvére.                                                                                                   |
| Audrey               | Maeve Courtier-Lilley | Csarkó Bettina  | Jann szerelme.                                                                                                   |
| Patrice Capa         | Thomas Kretschmann    | Fillár István   | Nicholas apja.                                                                                                   |
| Leah Vega            | Emelia Hartford       | Dér Mária       | GT Akadémia női diákversenyzői.                                                                                  |
| Chloe McCormick      | Lindsay Pattison      | Horgas Ráhel    | GT Akadémia női diákversenyzői.                                                                                  |
| I Dzsuhvan           | I Szanghon            | Fáncsik Roland  | Koreai GT Akadémia diákversenyzője.                                                                              |
| Klaus Hoffman        | Max Mundt             | Szatory Dávid   | GT Akadémia diákversenyzői.                                                                                      |
| Henry Evas           | Mariano González      | Szabó Andor     | GT Akadémia diákversenyzői.                                                                                      |
| Avi Bhatt            | Harki Bhambra         | Bergendi Áron   | GT Akadémia diákversenyzői.                                                                                      |
| Persol               | Nikhil Parmar         | Rada Bálint     | GT Akadémia diákversenyzői.                                                                                      |
| Federik Schulin      | Niall McShea          | Pásztor Tibor   | Profi autóversenyző és Jann második riválisa.                                                                    |
| Jack Man Jones       | Jamie Kenna           | Sztarenki Pál   | Jann boxcsapatának tagja..                                                                                       |

További hangok:
- Gundel Takács Gábor
- Szujó Zoltán

### Magyar változat
- Magyar szöveg: Tóth Tamás
- Hangmérnök: Jacsó Bence
- Vágó: Sári-Szemerédi Gabriella
- Gyártásvezető: Cabello-Colini Borbála
- Szinkronrendező: Tabák Kata
- Produkciós vezető: Hagen Péter

A szinkront a Mafilm Audio Kft. készítette el

## Érdekesség(ek)
- A Silverstone-i jeleneteket a Hungaroringen forgatták.[7]

## További információ
- Hivatalos oldal
- Gran Turismo a PORT.hu-n (magyarul)
- Gran Turismo az Internet Movie Database-ben (angolul)
- Gran Turismo a Rotten Tomatoeson (angolul)
- Gran Turismo a Box Office Mojón (angolul)